# Bava Metzia
Bava Metzia (judéo-araméen babylonien : בבא מציעא, « porte intermédiaire ») est, comme l’indique son nom, la section intermédiaire de l’ancien traité talmudique Nezikin (« dommages »), premier de l’ordre du même nom. Il comporte à ce titre dix chapitres et traite de questions de droit civil, dont le droit de propriété, l’usure, les obligations fiduciaires selon que le gardien soit bénévole ou salarié, et d’autres sujets dont les biens perdus. 
Considéré comme l’un des traités talmudiques les plus exigeants sur le niveau intellectuel et les plus fréquemment discutés de ce fait, il comprend 101 mishnayot et 118 pages dans le Talmud de Babylone.

## Fiduciaire honoraire (chapitres «Shomer Ḥinnam» I – V)
Un fiduciaire honoraire est une personne qui trouve des biens perdus. Elle doit les garder comme « shomer ḥinam » jusqu'à ce qu'il puisse le rendre au propriétaire légitime (« Deut 22:1–3 »). Les règlements concernant ce qui constitue une constatation, ce qu'il faut faire des choses trouvées, comment se prémunir contre les faux demandeurs, comment prendre soin des biens trouvés, dans quelles conditions le trouveur d'une chose est tenu de s'en occuper, et en vertu de quelles conditions il n'est pas si obligé — tout cela est expliqué dans les deux premiers chapitres. Un fiduciaire qui ne prend aucun paiement n'est responsable que de la perte des biens confiés qui a été causée par sa négligence (« pechia »). Le mode de procédure dans de tels cas et la réglementation concernant d'éventuelles amendes sont traités au chap. II 1 ; toutes les autres lois concernant les responsabilités et les droits du chomer ḥinam sont contenues dans le chap. III 4–12. 

## Vente et fiducie (chap. IV)
Traite de diverses lois concernant la vente et l'échange. Le simple paiement d'argent ne constitue pas la vente; et l'acheteur peut légalement annuler la vente et réclamer le retour de l'argent, à moins qu'il n'ait « tiré » la chose achetée loin de sa place: ce « dessin » (« mechika ») rend la vente définitive. Jusqu'à ce qu'un tel acte soit accompli, le vendeur est dans une certaine mesure un omerinam chomer de l'argent payé. De même, l'acheteur peut devenir un chomer naminam de la chose achetée, si, en constatant qu'il a été trompé, il veut annuler la vente, retourner la chose achetée et réclamer l'argent. Ce qui constitue la tricherie (« onaa ») est défini au cours de ce chapitre. 
Le chap. V traite des lois concernant les intérêts, qui n'ont rien de commun avec les lois concernant le chomer ḥinam au-delà du fait que l'intérêt et la tricherie (« onaa » du chap. IV) consistent tous deux un ajout illégal à ce qui est réellement dû. Les lois interdisant la prise d'intérêt sont très sévères et s'étendent à toutes les transactions commerciales qui ressemblent en quelque sorte à la prise d'intérêt. Les deux termes pour prise d'intérêt, « neshekh » (intérêt) et « tarbit » (augmentation), utilisés dans (« Lev 25:36 ») sont expliqués et illustrés par des exemples (chap. V 1-10). Selon la Mishna, « le prêteur, qui prend intérêt, l'emprunteur qui le paie, les témoins, la caution et le greffier qui rédige le document, sont tous coupables d'avoir enfreint la loi sur les intérêts » (ch. V 11) (voir Usure). 

## Un fiduciaire rémunéré («Chomer Sakhar», chap. VI à VII)
Un fiduciaire rémunéré est tenu de payer toutes les pertes, sauf celles causées par un accident. Il doit jurer qu'un tel accident s'est produit et est alors libre de tout paiement (chap. VII 8–10). L'exemple donné dans la Mishna de chomer sakhar est celui d'un artisan qui s'engage à produire certains travaux à partir d'un matériau donné. Si le matériel est abîmé ou si l'œuvre produite n'est pas conforme à l'accord, il doit payer. Comme le locataire (« sokher ») a la même responsabilité que le chomer sakhar, certaines lois relatives au sokher sont incluses dans le chap. VI Du fiduciaire payé, la Mishna passe (chap. VII) À l'ouvrier (« poël ») en général, et règle le temps de travail, la nourriture, ainsi que le droit de l'ouvrier de prendre le fruit du champ ou vignoble en y travaillant (« Deut 23:25–26 »). 

## Emprunteur («Choel», chap. VIII 1–3)
Un emprunteur ou un locataire est tenu de payer pour tout type de perte, y compris la perte par accident, sauf « si le prêteur est avec lui » (« Exode 22:14 ») ; c'est-à-dire, selon l'interprétation traditionnelle, si le prêteur travaillait également avec lui, à titre onéreux ou non. 

## Locataire («Sokher», chap. VIII 6)
Les lois du sokher ayant été données au chap. VI, en ce qui concerne les biens meubles, les sections 6 à 9 du chap. VII et 1–10 du chap. IX le traitement du sokher en ce qui concerne les biens immobiliers ; des relations entre le locataire d'une maison et son propriétaire, entre le fermier d'un champ et son propriétaire. Parmi les lois qui régissent ces relations figurent les suivantes : si le locataire prend une maison pendant un an, et que l'année se trouve être une année embolismique, le locataire occupe la maison treize mois pour le même prix. Le locataire ne peut être déménagé en hiver entre la Fête des Tabernacles (Souccot) et la Pâque, à moins d'un préavis d'un mois avant le début de l'hiver. Dans les grandes villes et pour les commerces, un an de préavis est requis. 
Les sections 11 et 12 du chap. IX, reprenant le sujet de l'embauche, réglementent les différentes conditions de paiement du salaire dû (basé sur « Lev 19:13 » et « Deut 24:14–15 »). La dernière section du chap. IX définit les droits du créancier conformément à « Deut 24:6,10–13 ». 
Le dernier chapitre (X) règle les relations entre copropriétaires et voisins, dans les logements et les champs. Le dernier cas mentionné est particulièrement intéressant car il montre un état de juridiction agricole très développé à l'époque mishnaïque.

## Tosefta et Guémara
La Tosefta de Bava Metzia est divisée en onze chapitres, qui correspondent aux dix chapitres de la Mishna de la manière suivante : chap. I–II correspondent aux chap. I–II de la Mishna ; chap. III aux chap. III–IV de la Mishna ; chap. IV–VI au chap. V de la Mishna ; chap. VII — qui commence par « celui qui embauche des ouvriers » (« poalin ») au lieu de « celui qui embauche des artisans » (« oumanin ») à Mishna VI 1 ; et chap. VIII correspond à des gars. V–VIII de la Mishna ; chap. IX–X au chap. XI ; chap. XI au chap. X de la Mishna. 
La Guémara, en expliquant les lois de la Mishnah, aborde une variété de problèmes similaires, en particulier la Guemara babylonienne; la version de Jérusalem étant très maigre à cet égard. Le rabbin Zeira, venant de Babylonie à Jérusalem, aurait jeûné cent fois dans un certain laps de temps, priant pour qu'il puisse oublier la Guemara babylonienne et saisir pleinement les enseignements du rabbin Johanan, le maître de Jérusalem (BM 85a). Selon Rachi, les rabbins de Jérusalem n'étaient pas d'une disposition litigieuse et réglaient les difficultés sans trop discuter (comparer p. 38b : « Êtes-vous de Pumbedita, où ils font passer un éléphant à travers le chas d'une aiguille? »). 